# Amarant del Sahel
El amarant del Sahel (Lagonosticta rufopicta) és un ocell de la família dels estríldids (Estrildidae).

## Hàbitat i distribució
Habita sabanes i praderies prop dels boscos de ribera al Senegal, Gàmbia, sud de Mali, Burkina Faso, Guinea, Sierra Leone, Libèria, Costa d'Ivori, Ghana, Togo, Benín, Nigèria, Camerun, República Centreafricana, sud de Txad, Sudan del Sud, sud d'Etiòpia, nord-est de la República Democràtica del Congo, nord-oest d'Uganda i oest de Kenya.